# Walter Peterson
Walter Robert Torgny Peterson, född 8 maj 1907 i Söderköping, död 5 april 1972 i Landskrona, var en svensk målare och konsthantverkare.
Han var son till textilarbetaren Axel Peterson och Selma Andersson Böckert. Peterson var som konstnär autodidakt och bedrev självstudier under resor till Paris, England och Spanien. Separat ställde han ut i Finspång 1948 och i Åtvidaberg 1960, tillsammans med tre kolleger ställde han ut i Landskrona 1952. Han medverkade i samlingsutställningar med Östgöta konstförening och Helsingborgs konstförening. Hans konst består av stilleben och landskapsbilder med kust och sjö utförda i olja, pastell, akvarell eller gouache. Som illustratör illustrerade han minnesskriften Järnboden vid Stora Gatan i Linköping. Som konsthantverkare arbetade han med smycken i tenn och silversmide. Han tilldelades Östergötlands läns landstings stipendium 1964. Peterson är representerad vid Statens konstråd, Linköpings museum och Östergötlands läns landsting.